# Charles François Soisson
 (mai 2012).
Si vous disposez d'ouvrages ou d'articles de référence ou si vous connaissez des sites web de qualité traitant du thème abordé ici, merci de compléter l'article en donnant les références utiles à sa vérifiabilité et en les liant à la section « Notes et références ».
Pour les articles homonymes, voir Soisson.
Charles François Soisson né le 3 juin 1772 à Guillon dans le département de l'Yonne et décédé le 21 mai 1840 à Guillon, est un militaire français qui s'est illustré lors des guerres révolutionnaires[réf. nécessaire].

## Biographie
Charles François Soisson est le fils légitime de maître Jacques Soisson, marchand à Guillon, âgé de 31 ans et de Françoise Antoinette Faulquier, âgée de 26 ans à sa naissance. Il est l’ainé d'une famille qui aurait compté treize enfants (sept moururent quelques jours ou mois après leur naissance).

## Épitaphe
« Ici repose, M. SOISSON Charles François, lieutenant retraité, officier de l'ordre royale de la Légion d'Honneur - Né à Guillon le 3 juin 1772 - Décédé à Montot Le 21 mai 1840. Soldat intrépide, invincible guerrier, il fit toutes les guerres de l'empire. Vive libre ou mourir (ROBESPIERRE) »

## Distinctions
- Officier de la Légion d'honneur le 26 prairial an XII (1804)[3]
- Sabre d'honneur le 16 messidor an X (1802)[3],[4]